# Stylogomphus sigmastylus
Stylogomphus sigmastylus är en trollsländeart som beskrevs av Cook och Laudermilk 2004. Stylogomphus sigmastylus ingår i släktet Stylogomphus och familjen flodtrollsländor. Inga underarter finns listade i Catalogue of Life.